# Presidente del Consiglio del Governo (Madagascar)
Il Presidente del Consiglio del Governo (fino al 1958 nominato come Vicepresidente del Consiglio del Governo) è stato il capo del governo della Colonia del Madagascar e sue dipendenze. Nominato dall'Alto Commissario della Repubblica francese, la carica venne soppressa il 30 luglio 1958, con la proclamazione dell'indipendenza malgascia dalla Francia.

## Storia
In seguito alle elezioni del 1957 per l'Assemblea Territoriale del Territorio d'Oltremare del Madagascar e sue dipendenze, in conformità con la legge quadro Defferre sul trasferimento graduale del potere esecutivo nei territori d'oltremare agli eletti, il 27 maggio 1957 si creò in Madagascar il Consiglio del governo (in francese Conseil du Gouvernement), il cui presidente formale era l'Alto Commissario della Repubblica francese Jean Louis Marie Andre Soucado, e il vicepresidente era il leader del Partito Socialdemocratico del Madagascar e delle Comore Philibert Tsiranana. L'avvento del generale Charles de Gaulle al potere in Francia nel giugno 1958 cambiò la situazione con una duplice subordinazione: per decreto del suo governo, i poteri dell'Alto Commissario furono ridotti, e il 30 luglio 1958, Tsiranana divenne Presidente del Consiglio del Governo.

## Funzioni
Il Vicepresidente del Consiglio del Governo non aveva un potere autonomo, ma era sotto il controllo dell'Alto Commissario della Repubblica francese ed era leader del suo partito. Dal 1958, con l'avvento di Charles de Gaulle, la carica divenne più indipendente e venne rinominata Presidente del Consiglio del Governo.